# 점프수트

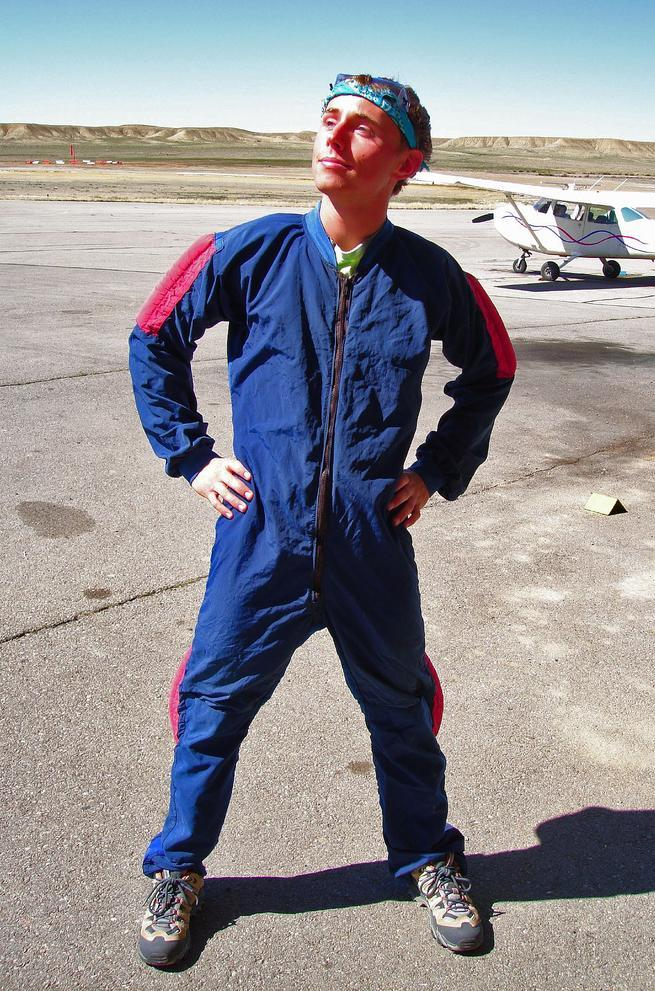
점프수트를 착용한 남자.

점프수트(jumpsuit)란 블라우스 또는 베스트, 튜브톱 등의 상의와 바지나 치마와 같은 하의가 동일한 색상이나 패턴으로 연결된 원피스형 수트를 말한다.
점프수트는 소매와 다리가 있는 일체형 의류이며 일반적으로 발, 손 또는 머리를 덮는 일체형 의류가 없다. 오리지널 점프수트는 낙하산 병사들이 사용하는 기능성 원피스 의류이다.
원래 스카이다이버의 점프수트는 더 높은 고도와 관련된 추운 온도로부터 신체를 보호하고 중요한 손잡이와 그립을 덮을 위험을 최소화하도록 설계된 단순한 의류였다. 그러나 오늘날 이 의복은 다른 용도로 사용된다.
점프수트는 일반적으로 더 단순하고, 더 가벼우며, 더 유연하게 착용할 수 있어 편리한 의류로 간주된다.

## 기원
점프수트는 원래 소방대원이나, 청소부의 작업복, 우주복, 아기들의 옷 등으로 많이 입혀졌다. 하지만 1950년대 중반부터 1960년대까지 점프수트를 애용하며 입던 스타 중 엘비스 프레슬리를 시작으로 점차 대중들에게 알려지게 된다. 엘비스 프레슬리가 공연할 때 대부분 점프수트를 입고 있었으므로 대중들은 점프수트의 존재를 알아가기 시작했다. 엘비스 프레슬리의 사진은 "참고"란 을 보면 나와있다.

## 변화
1970년대부터 점점 점프수트의 바지통이 넓어지는 등 대중에게 편하면서 부담스럽지 않은 변화가 시작되었다. 70년대 이후로 작업복에 그치지 않는 점프수트의 다양한 디자인들이 선보이면서 대중들의 인기를 끌었다. 1980년대에는 조금 더 변화의 범위를 넓혀 점프수트를 입는 사람의 몸의 곡선에 맞게 만들어 글래머러스하고 섹시한 디자인이 나왔다. 점프수트는 이때부터 작업복의 경향의 강했던 V라인의 카라부분을 동그란 U형 네크라인으로 변화시키면서 본격적으로 대중을 향해 나아갔다. 그 후 2007년, 유명 패션 디자이너들의 런웨이에서 점프수트를 다시 만날 수 있었고 2008년 컬렉션에서는 일반인들이 입기엔 다소 부담스러웠지만 2009년에는 점점 멋스럽게 변화하여 점프수트를 재발견 할 수 있었다. 2009년 여름, 점프수트는 길에서 흔히 볼 수 있고 여러 패션잡지나 뉴스에 나올 정도로 트렌드가 되었다.

## 같이 보기
- 비행복